# Anser serrirostris
Anser serrirostris là một loài chim trong họ Vịt.
Ngỗng đậu đài nguyên sinh sản ở miền bắc Siberia. Loài này và ngỗng đậu taiga được Hiệp hội Điểu học Mỹ và Hiệp hội Điểu học Quốc tế công nhận là các loài riêng biệt, nhưng được coi là một loài duy nhất bởi các nhà chức trách khác (gọi chung là ngỗng đậu), như Hội Liên hiệp Anh. Đây là loài di cư và trú đông ở phía nam châu Á.

## Mô tả
Chiều dài dao động từ 68 đến 90 cm, sải cánh từ 140 đến 174 cm và trọng lượng từ 1,7–4 kg. Trong phân loài được chỉ định, con trống cân nặng trung bình 3,2 kg và con mái trung bình 2,84 kg. Mỏ có màu đen ở gốc và chóp, với một dải màu cam ở giữa; chân và bàn chân cũng màu cam sáng.